# عفاف السيد
عفاف السيد هي روائية، وناشطة، وكاتبة وصحفية ومحاضرة مصرية من مواليد 17 مارس 1980. شغلت العديد من المناصب منها رئيسة مجلس مؤسسة هي للمرأة، 2004 حتى الآن، محاضرة الأدب العربي في المركز الثقافي الفرنسي، 2002 حتى الآن.عملت كاتبة صحفية وصاحبة عمود، منذ عام 1993 حتى الآن، وهي مديرة ومشرفة ملتقى الكاتبات.
شغلت أيضاً منصب نائبة رئيس مجلس الإدارة وأمينة الصندوق ورئيسة لجنة القيد، في نادي القلم الدولي، وعضوة اللجنة الإعلامية وهيئة تحرير النشرة، اتحاد كتاب مصر. وهي عضوة أتلييه القاهرة، وعضوة نادي القصة.

## كتب[1]
- شروط المحبة. القاهرة: دار ميريت، 2008[2]
- باب الخسارة. القاهرة: دار ميريت، 2003[3]
- السيقان الرفيعة الكاذبة. القاهرة: دار قباء للطباعة والنشر والتوزيع، 1998[4]
- سراديب. القاهرة: مركز الحضارة العربية، 1998[5]
- بروفات. إبداعات أدبية 1998[6]
- سعادات صغيرة. دار قباء 1995[7]
- قدر من العشق. القاهرة هيئة الكتاب 1994

ومن القصص القصيرة المنشورة لها «نص الضوء الأصفر»